# سطور نيبالي
سُطُّور نيبالي هو نوع من جنس سطور غالبًا ما يوضع مع ثرثار العالم القديم أو في الدخلية، ولكن يبدو أنها تنتمي إلى عائلة مميزة تُسمى Paradoxornithidae.